# Jacob Karsten
Jacob Christian Gustav Karsten (* 23. August 1781 in Bützow; † 18. Juni 1866 in Rostock) war ein deutscher Verwaltungsjurist.

## Leben
Jacob Karsten (Nr. 7–1 der auf seinen Großvater fokussierenden Geschlechtszählung) war der älteste Sohn des Ökonomen und Agrarwissenschaftlers an der Universität Rostock, Lorenz Karsten und dessen Frau, der Pastorentochter Lisette, geb. Engel (1757–1834).
Jacob Karsten wurde schon im Alter von sieben Jahren – wie auch seine jüngeren Brüder – durch seinen Vater, zu der Zeit letzter Rektor der Universität Bützow an dieser Universität immatrikuliert. Er erhielt ersten Unterricht durch seinen Vater und besuchte dann das Gymnasium in Rostock. Bereits in der Schulzeit betrieb er naturkundliche Forschungen, etwa auf dem Gebiet der Entomologie. Er erstellte als Gymnasiast ein Verzeichnis von 470 Arten mecklenburgischer Käfer, das 1797/98 in der Monatsschrift von und für Mecklenburg abgedruckt wurde.
Er studierte ab 1799 Rechtswissenschaften an der Rostocker Universität und ab 1801 an der Universität Göttingen. Nach der Promotion zum Magister am 22. Mai 1802 in Rostock war er bis 1805 als Advokat und Privatdozent an der Philosophischen Fakultät in Rostock tätig und betrieb zudem weitere naturhistorische und mathematische Studien und beschäftigte sich mit der Kameralwissenschaft und Baukunst. Nach der Promotion zum Dr. jur. am 30. Juni 1806 wirkte er weiterhin in Rostock und Schwerin als Advokat. 1821 trat er die Beamtenlaufbahn an und wurde Gerichtsrat und Erster Justizbeamter des Fürstentums Ratzeburg in Schönberg. Er verlor fast sein Augenlicht und gab 1854 seine Amtstätigkeit auf und zog wieder nach Rostock, wo er später völlig erblindete.
Jacob Karsten war Mitglied mehrerer Forschungsgesellschaften, etwa der Naturhistorischen Gesellschaft in Jena, ab 1801 der Naturforschenden Gesellschaft Rostock, ab 1802 der Physikalischen Gesellschaft in Göttingen und ab 1848 im Verein der Freunde der Naturgeschichte.
Karsten war seit 29. Dezember 1808 mit Caroline, geb. Tiedemann (1784–1816) verheiratet, Tochter eines Schweriner Hofrats. Nach deren Tod heiratete er am 6. August 1817 Karoline, geb. Müller (1787–1839) aus Lübeck. Aus erster Ehe ist eine Tochter, Elisabeth (1812–1836), bekannt, die später den Theologen Gottlieb Matthias Carl Masch heiratete. In Karstens zweiter Ehe wurden drei Söhne und zwei Töchter geboren, wovon eine Tochter als Kleinstkind starb.

## Schriften
- Beschreibung einiger Käfer-Arten Mecklenburgs – lineam ducere licet! In: Neue Monatsschrift von und für Mecklenburg. Band 6 (1797), 4, S. 113–125; Band 7 (1798), 1, S. 10–20; Band 7 (1798), 2, S. 41–49.
- Des Marockaners Abdulvaheb Temimi Fragmente über Spanien. (1801; Übers. aus dem Arab.) (Google Books)
- Die Anwendbarkeit und Construction des Bohlendaches. (1805)
- Über die Beitragsverbindlichkeit der Gemeinden zu Kirchen- und Pfarr-Bauten. (1806)
- De differentiis hypothecariae actionis contra ipsum principalem debitorem. (Dissertation, 1806)
- Über die Verhältnisse eines Pachtinteressenten zu den Concurs-Gläubigern des andern Mitkontrahenten. (1809)
- Die Rechenkunst. Herausgeber der dritten Auflage des Rechenbuches seines Vaters (1805)